# Tron: Deadly Discs
Tron: Deadly Discs é um jogo eletrônico de ação desenvolvido e publicado pela Mattel. Publicado em 1982, é o primeiro de três jogos lançados para o Intellivision inspirados no filme Tron, tendo sido primeiramente desenvolvido por Don Daglow e, mais tarde, por Steven Sents. A Mattel portou o jogo para o Atari 2600, através da subsidiaria M Network, e para o Mattel Aquarius.

## Jogabilidade
O jogador controla Tron, programa azul na versão do Atari 2600 e vermelho no Intellivision, por uma arena retangular com aspecto tridimensional. Os inimigos aparecem por portas nas laterais da arena e jogam discos no jogador, sendo o objetivo deste eliminar todos os oponentes e sobreviver a níveis bônus, nos quais enfrenta um Recognizer (um tipo de nave).
O jogador pode lançar o disco em oito diferentes direções, em linha reta. O disco de Tron pode causar dano e também pode fechar portas. Ao atingir a parede (ou se o jogador chama-o de volta apertando qualquer botão direcional), o disco automaticamente retorna para o jogador, mas não causa dano algum enquanto regressa. O jogador pode-se defender de discos lançados pelos oponentes com o seu próprio. Ao fazê-lo, destrói o disco do inimigo, que fica desarmado por alguns segundos, até que outro disco padrão (azul-escuro) reapareça.
As portas pelas quais os inimigos entram na arena podem ser fechadas para que somente possam ser abertas pelo jogador. Elas são azuis quando aparecem, mas tornam-se verdes se Tron encosta ou lança seu disco nelas. As portas azuis desaparecem ao fim de uma onda de inimigos, mas as verdes continuam na arena e podem ser utilizadas pelo jogador para teletransportá-lo para outra porta também fechada (verde). Os oponentes não podem utilizá-las dessa maneira. Se Tron teletransporta-se demais, um Recognizer aparece após o fim de uma onda para eliminar as portas fechadas pelo jogador.
O jogo termina se Tron encosta em um Recognizer, é atingido muitas vezes por discos ou é imobilizado por um bastão de atordoamento portado por um guarda.

### Inimigos
Todos os inimigos, com exceção dos guardas e Recognizer, carregam discos azul-escuros, que são os padrões. Os líderes podem aparecer com discos marrons (que causam duas vezes mais dano) ou discos brancos (sempre acertam o jogador). Se um disco dos oponentes for destruído, após alguns segundos será substituído por um disco padrão. Os oponentes são:
- Guerreiros: possuem cor azul-claro e são os inimigos padrões. Podem ser destruídos com um acerto de disco e aparecem com uma variedade de velocidade.
- Líderes: Levemente mais fortes que os guerreiros, podem também portar discos brancos e marrons. Eles tendem a se mover mais rápido, mas podem ser mortos com acerto.
- Bulldogs: aparecem como programas roxos e são lentos e fortes, requerendo dois acertos para serem mortos. Eles podem ganhar força se não atingidos por um tempo e podem carregar somente discos azul-escuros.
- Guardas: são os oponentes mais perigosos. São programas alaranjados que não portam discos, mas sim bastões de atordoamento. Não podem arremessá-los, mas uma vez que atingem Tron com o bastão, esse fica atordoado e o jogo se encerra, independente da força que o jogador já possuía. São rápidos e resistentes a vários golpes de disco.
- Recognizers: o trabalho principal deles é eliminar portas fechadas pelo jogador, o que significa que não apareceram se nenhuma porta estiver fechada. Podem aparecer de qualquer canto da tela e são prenunciados por um alto estrondo e, depois, vêm descendo lentamente pela arena. Se Tron encostar no Recognizer, está morto. A nave também lança jaulas de imobilização, que deixam o jogador imóvel até que sua missão de selar todas as portas esteja completa. Só aparece uma nave por vez, sendo sua principal fraqueza seu "olho", localizado na parte superior. O olho varia entre roxo (invencível) a branco (vulnerável), ficando nesta cor quando lança uma caixa preta para selar uma porta fechada. Se o jogador consegue atingir o olho enquanto branco, o Recognizer faz um barulho e vai embora da arena, deixando lá as portas que não pôde fechar.